# Coulombs (Calvados)
Coulombs è un ex comune francese di 311 abitanti situato nel dipartimento del Calvados nella regione della Normandia. Dal 1º gennaio 2017 è stato accorpato ai comuni di Cully, Martragny e Rucqueville per formare il comune di Moulins en Bessin, del quale costituisce comune delegato.

## Società

### Evoluzione demografica
Abitanti censiti